# Dioptis proix
Dioptis proix är en fjärilsart som beskrevs av Louis Beethoven Prout 1918. Dioptis proix ingår i släktet Dioptis och familjen tandspinnare. Inga underarter finns listade i Catalogue of Life.